# Фролов, Виктор Петрович
Виктор Петрович Фролов (12.08.1924-30.12.2009) — российский учёный в области ремонта и производства авиационной, ракетной и космической техники; доктор технических наук (1970), профессор (1974), заслуженный деятель науки и техники РСФСР (1985), полковник-инженер.

## Биография
Родился в Волоколамске в семье выходцев из села Спасс Осташёвской волости Волоколамского уезда Московской губернии. Брат художника Константина Петровича Фролова (1918—1997).
С января 1941 г. служил в батальоне 1-й Московской специальной средней школы Военно-Воздушных Сил (1 МСШ ВВС), куда был принят после конкурсного отбора 10 человек на место. В мае 1942 г. её окончил и 11.06.1942 г. был зачислен курсантом Селищенской школы авиамехаников, эвакуированной в г. Петропавловск Северо-Казахстанской области. Участник боевых действий в 1943—1944 гг.
Окончил Военно-Воздушную Инженерную Академию им. проф. Н. Е. Жуковского (1948) и адъюнктуру кафедры восстановления боевой авиационной техники (1951). С 1951 по 1979 год преподавал там же, с 1969 г. зам. начальника кафедры.
С декабря 1979 года профессор, с февраля 1980 по 1995 г. заведующий кафедрой ремонта летательных аппаратов и авиационных двигателей Московского института инженеров гражданской авиации (МГТУ ГА), с 1995 г. профессор той же кафедры.
Организатор и руководитель научной школы «Разработка математического моделирования процессов пайки, системы автоматизированного проектирования (САПР) технологических процессов ремонта и изготовления техники боевого и гражданского применения, преимущественно с использованием пайки, сварки и высокотемпературных покрытий, реализуемых в целях обеспечения жизненного цикла объектов повышенного риска путем физических экспериментов, математического моделирования и ЭВМ».
Автор (соавтор) 300 научных работ, в том числе трех учебников, 14 монографий и около
100 учебных пособий. Для 3-го издания БСЭ (1970—1978) написал 5 статей о пайке материалов. Один из учебников переведён на китайский язык и издан в КНР.
Лауреат Премии Совета Министров СССР 1991 года — за создание научных основ, разработку и внедрение новых классов высокотемпературных материалов, принципиально новых технологий упрочнения и восстановления деталей газотурбинных двигателей.
Награждён орденами Красной Звезды и Отечественной войны II степени, медалями «За оборону Москвы», «За боевые заслуги», «За победу над Германией в Великой Отечественной войне 1941—1945 гг.», «За безупречную службу в Вооруженных Силах СССР» II степени, «Ветеран Вооруженных Сил СССР» и многими другими, знаком «Отличник Аэрофлота» (1996) и высшей медалью Венгерской Народной Республики «За службу Родине» в золоте, бронзовой и тремя серебряными медалями ВДНХ.
Умер 30.12.2009 в Москве. Похоронен на Перепечинском кладбище.
Сочинения:
- Решетчатые крылья / [[[Белоцерковский, Сергей Михайлович|С. М. Белоцерковский]], Л. А. Одновол, Ю. З. Сафин, В. П. Фролов.]; под ред. С. М. Белоцерковского; [предисл. А. Д. Надарадзе]. — Москва : Машиностроение, 1985. — 319 с. : ил.; 22 см.
- Решетчатые крылья в ракетостроении, космонавтике, авиации : [монография] / [С. М. Белоцерковский и др.]; под ред. С. М. Белоцерковского [и др.]. — Москва : Новый Центр, 2007. — 407 с. : ил., портр., табл.; 26 см; ISBN 978-5-89117-179-4
- Петрунин И. Е., Березников Ю. И., Бунькина Р. Р., Ильина И. И., Маркова И. Ю., Киселев И. И., Николаев Г. А., Новосадов В. С., Орлова В. В., Парфёнов А. Н., Пашков И. Н., Семёнов В. Н., Фролов В. П., Шеин Ю. Ф. Справочник по пайке / Под ред. И. Е. Петрунина. 3-е изд., перераб. и доп. М.: Машиностроение, 2003. 480 с.; ил.
- С. Н. Лоцманов. Дорогами открытий [Текст] / Виктор Фролов, Владимир Плаунов. — Москва : [б. и.], 2009. — 486 с. : ил., портр., факс.; 25 см.